# A Balada do Soldado
Ballada o soldatje (cirílico: Баллада о солдате) é um filme soviético de 1959, do gênero guerra, dirigido por Grigori Chukhrai.

## Sinopse
O filme conta a história do soldado do Exército Vermelho Alyosha Skvortsov, que ao destruir dois tanques alemães, é premiado com uma licença de seis dias para visitar a mãe. Durante sua jornada enfrenta várias dificuldades e cruza com várias pessoas, entre elas, Shura, por quem se apaixona.

## Elenco
- Vladimir Ivashov — soldado Aliosha Skvortsov
- Zhanna Prokhorenko — Shura
- Antonina Maksimova — A mãe
- Yevgueni Urbanski — Vasya
- Nikolai Kryuchkov — o general
- Marina Kremnyova — Zoya
- Vladimir Kashpur — marido de Zoya

## Prêmios
- BAFTA de melhor filme de 1962
- Indicado ao Oscar de melhor roteiro original de 1961